# Витоки Кальміусу
Ви́токи Ка́льміусу — гідрологічна пам'ятка природи місцевого значення. Розташована в Ясинуватському районі Донецької області біля селища Мінеральне.

## Опис
Статус пам'ятка природи присвоєно рішенням Донецької обласної ради від 30 червня 2000 року № 23/14-305 з ініціативи працівників біологічного факультету Донецького національного університету.
Площа — 7,4 га. Являє собою місце, де розташовані кілька десятків джерел, які є джерелом струмка Мінерального, першого за течією з притоків річки Кальміус. Джерела розташовані на дні балки і є виходами глибинних вод на поверхню. Від них йде струмок із мінеральною водою. Найбільш повноводні джерела оснащені трубами з нержавіючої сталі, з яких місцеві жителі набирають питну воду. Найбільше джерело витікає з-під скелі Геркулес, під якою обладнана купіль і встановлено гранітний хрест.
Балка, у якій містяться джерела, заросла байрачним лісом. Схили балки — урвищні, з оголеннями пластів пісковикових порід кам'яновугільного періоду.
Балка з джерелами захаращена. У 2005 році члени громадської організації «До чистих джерел» прибрали сміття і розчистили русло. У травні 2007 року активісти громадської Ради при обласному управлінні екології та Донецької обласної Партії Зелених займалися розчищенням території.
Також благоустроєм джерел займався Ясинуватський машинобудівний завод.
Поруч із джерелами розташований терикон шахти імені Засядька. У липні 2007 року з нього зійшов зсув, після якого шлам може потрапити в джерела.

## Галерея
|                                    |
| Табличка з описом пам'ятки природи |

|                              |
| Одне з джерел на схилі балки |

|         |
| Джерела |

|                     |
| Струмок внизу балки |

|                 |
| Байрачний лісок |

|                                                      |
| Ставок на південному краї природоохоронної території |